# Floodwood
Floodwood es una ciudad ubicada en el condado de St. Louis en el estado estadounidense de Minnesota. En el Censo de 2010 tenía una población de 528 habitantes y una densidad poblacional de 143,46 personas por km². La ciudad se presenta como "La Capital del bagre del Mundo", un apodo que le dio a sí mismo después de la introducción anual de la comunidad del Festias del día del Bagre.

## Geografía
Floodwood se encuentra ubicada en las coordenadas 46°55′43″N 92°54′42″O / 46.92861, -92.91167. Según la Oficina del Censo de los Estados Unidos, Floodwood tiene una superficie total de 3.68 km², de la cual 3,68 km² corresponden a tierra firme y (0 %) 0 km² es agua.

## Demografía
Según el censo de 2010, había 528 personas residiendo en Floodwood. La densidad de población era de 143,46 hab./km². De los 528 habitantes, Floodwood estaba compuesto por el 93,94 % blancos, el 0,76 % eran afroamericanos, el 0,57 % eran amerindios, el 0,38 % eran de otras razas y el 4,36 % eran de una mezcla de razas. Del total de la población el 1,14 % eran hispanos o latinos de cualquier raza.